# 利穆西
利穆西（法語：Limousis）是法国奥德省的一个市镇，位于该省北部，属于卡尔卡松区。该市镇的总面积为9.92平方公里，2009年时的人口为129人。

## 人口
利穆西人口变化图示
| 数据来源：INSEE |